# Rue Henri-Becque
La rue Henri-Becque est une voie du 13e arrondissement de Paris située dans le quartier de la Maison-Blanche.

## Situation et accès
La rue Henri-Becque relie la rue de l'Amiral-Mouchez à, la rue Boussingault.

## Origine du nom
Cette place rend hommage au dramaturge Henri Becque (1837-1899).

## Historique
Ancienne « ruelle Mauny » de la commune de Gentilly, elle est rattachée à Paris en 1863 sous le nom de « rue Mauny » puis prend son nom actuel en 1899.

## Bâtiments remarquables et lieux de mémoire
- No 1 : créée le 17 décembre 1889, la Société française des habitations à bon marché fait construire le premier immeuble de ce type, en 1913[2].